# Taiyō Sugiura
Taiyō Sugiura, ou Taiyo, Taiyou Sugiura (杉浦太陽, Sugiura Taiyō, né le 10 mars 1981 à Tamano, Japon) est un acteur japonais.

## Biographie
Taiyō Sugiura commence sa carrière en 1998. Il joue dans une quinzaine de drama télévisés et une douzaine de films dans les années 2000, incarnant notamment de 2001 à 2003 le héros de la série Tokusatsu Ultraman Cosmos (en) et des trois films qui en sont tirés, dérivée de la populaire série Ultraman. En 2009, il incarne le personnage Lee Chaolan du jeu vidéo Tekken dans l'adaptation cinématographique américaine du même nom.
Taiyō Sugiura épouse le 17 juin 2007 la chanteuse et idole japonaise Nozomi Tsuji des Morning Musume, tout juste majeure, un mois après l'annonce surprise de sa grossesse et de leurs fiançailles qui fit la une de la presse nationale. Tsuji met au monde une fille prénommée Noa le 26 novembre de la même année, un garçon prénommé Seiya le 26 décembre 2010, puis un autre garçon prénommé Sora le 21 mars 2013.

## Filmographie partielle

### Drama
- Gegege no Nyobo (NHK, 2010)
- ROMES (NHK, 2009)
- Maid Deka (TV Asahi, 2009, ep2)
- RESCUE (TBS, 2009, ep6)
- Naniwa no Hana (NHK, 2009)
- Ryusei no Kizuna (TBS, 2008, ep1,4)
- Nanairo no Obanzai (NHK, 2005)
- Motto Koi Seyo Otome (NHK, 2004)
- Teruteru Kazoku (NHK, 2003)
- Ultraman Cosmos (TBS, 2001)

### Films
- Tekken (film, 2010)
- Academy (2007)
- Ultraman Cosmos vs Ultraman Justice: The Final Battle (2003)
- Ultraman Cosmos: The Blue Planet (2002)
- Ultraman Cosmos: The First Contact (2001)
- Waterboys (2001)